# Olivie Blake
Olivie Blake, właśc. Alexene Farol Follmuth, (ur. 31 stycznia 1989 w Bay Area) – amerykańska pisarka tworząca głównie literaturę fantasy, autorka z powieści The Atlas Six, która stała się bestsellerem „The New York Timesa”.

## Życie prywatne
Urodziła się w Bay Area, jest w połowie filipińskiego pochodzenia. Mieszka w Los Angeles z mężem, synem i psem.

## Kariera pisarska
Olivie Blake to pseudonim artystyczny stworzony przez generator imion, pierwotnie z myślą o tworzeniu fanfiction. Początkowo samodzielnie wydała sześć powieści metodą samopublikowania.
Jej najpopularniejsza książka, The Atlas Six, została opublikowana przez Blake za pośrednictwem Kindle w 2020. W 2021 została opublikowana ponownie przez Tor Books po tym, jak stała się popularna na takich platformach jak TikTok, Instagram i Twitter. Pod koniec 2021 Amazon Studios ogłosiło, że wraz z Brightstar Productions będzie pracować nad adaptacją powieści, która ma zostać zekranizowana w formie serialu telewizyjnego.
Blake używa swojego pseudonimu w literaturze dla dorosłych, a prawdziwego nazwiska w literaturze młodzieżowej, tzw. young adult.

## Twórczość

### Cykle książkowe
Cykl The Atlas
- The Atlas Six (2020)
- The Atlas Paradox (2022)
- The Atlas Complex (2024)

### Pojedyncze powieści
- Masters of Death (2018)
- Lovely Tangled Vices (2018)
- One For My Enemy (2019)
- La Petite Mort (2019)
- Alone With You in the Ether (2020)
- My Mechanical Romance (2022)

### Zbiory opowiadań
The Answer You Are Looking For Is Yes (An Anthology)
- Pars Fortuna (2019)
- The Magician's Assistant (2020)
- Stone’s Throw (2020)
- Love in the Time of Dystopia (2020)
- Grow Your Own Optimist (2020)
- Toxic (2021)

Zbiór Fairytale
- Fairytales of the Macabre (2017)
- Midsummer Night Dreams (2018)
- The Lovers Grim (2019)